# The Fall of Arthur
Пад Артуров (енгл. The Fall of Arthur) је незавршена алитеративна песма Џ. Р. Р. Толкина о погибији краља Артура. Постхумно прво издање песме објавио је HarperCollins у мају 2013. године.

## Песма

### Историја
Толкин је написао песму почетком 1930-их, када је био професор англосаксонског језика на Пемброк колеџу у Оксфорду. Напустио ју је у неком тренутку после 1934, највероватније 1937. године, када је био заузет припремањем Хобита за објављивање. Дакле, Пад Артуров датира недуго после ауторове Баладе о Аотру и Итрун (1930).
Песма је 1955. године, у време објављивања Господара прстенова, била напуштена скоро 20 година, када је Толкин изразио жељу да јој се врати и да доврши своју „дугу песму”. Међутим, она је ипак остала недовршена.

### Приступ
Пад Артуров је написан у алитеративним стиховима, протежући се на скоро 1.000 строфа које имитирају форму  староенглеске поезије, која се користи у песмама као што је Беовулф; на модерном је енглеском језику и инспирисан је средњовековном артуровском фикцијом. Историјско окружење песме је рано средњевековно, како по форми (користећи германски стих) тако и по садржају, приказујући Артура као британског војсковођу из периода Велике сеобе народа који се бори против саксонских освајања. Истовремено, избегава високосредњовековне аспекте артуровских легенди, као што су Свети грал и дворско окружење. Песма почиње британском „контраинвазијом” на саксонске земље. Проучавалац Толкина, Верлин Флигер, примећује да, иако неки сматрају ироничним да је Толкин писао о „келтском” (британском) хероју у стилу староенглеског, у алитеративним стиховима и на језику непријатеља, период од око 700 година пружио је довољно времена Артуру да се „асимилује у енглеску културну машту”.

### Радња
Постојећи фрагмент песме говори да се краљ Артур враћа кући из рата да би угушио побуну у свом краљевству. Он налази да су се ствари промениле у његовом одсуству. Његова краљица, Гиневра, упустила се у љубавну везу са витезом Ланселотом: одрекла га се; он остаје веран Артуру. Њихова веза је, читалац сазнаје у флешбеку, помогла да се разбије Артурово лојално друштво витезова Округлог стола. Други витез, Мордред, испуњен је незадовољеном страшћу према Гиневри и нада се да ће постати краљ. Песма наговештава да је Артура амбициозни понос осудио на пад.

### Историја објављивања
Постојање песме постало је познато јавности са Толкиновом биографијом Хамфрија Карпентера из 1977. године.
Након Толкинове смрти, његова песма о Артуру постала је једно од његових најдуже ишчекиваних необрађених дела. Према проучаваоцу Толкина, Џону Д. Ратлифу, Рејнер Анвин је најавио планове да уреди песму још 1985. године, али је ово издање одложено у корист „хитнијих пројеката” (укључујући Историју Средње земље, коју је уредио и објавио у томовима између 1983. и 1996. године), због већих захтева за Толкиновим легендаријумом него за његовим књижевним делима у другим областима.
Књигу Пад Артуров, која садржи део песме коју је Толкин завршио, као и есеје о песми његовог сина Кристофера Толкина, објавио је HarperCollins у Уједињеном Краљевству, а Houghton Mifflin Harcourt у Сједињеним Државама.

## Пријем

### Општи
Карпентер је приметио да песма „има алитерацију, али нема риму. [...] У својој сопственој артуровској песми [Толкин] се није дотакао Грала, већ је започео индивидуално представљање Смрти Артурове, у којем краљ и Гавејн иду у рат у 'саксонске земље' али су призвани кући вестима о Мордредовој издаји. Песма никада није завршена, али су је прочитали и одобрили Е. В. Гордон и Р. В. Чејмберс, професор енглеског на Универзитету у Лондону, који је сматрао да је 'сјајна ствар – заиста херојска, с тим што још и показује како се форма Беовулфа може користити у модерном енглеском језику'.” Карпентер је такође цитирао одломак из песме да би га истакао као један од ретких случајева у Толкиновим делима где се сексуална страст експлицитно обрађује, у овом случају Мордредовом „незасићеном страшћу” према Гиневри.
Хилари Дорш Вонг, рецензирајући дело за Washington Independent Review of Books, описује песму као „приступачну, са покретачким заплетом и привлачном употребом језика.” Она је сматрала да су главни ликови „снажно изражени”; по њеном мишљењу, срж песме се састоји од интеракције између Мордреда „вођеног пожудом“ и Гиневре, заједно са „позадинском причом” дубоко конфликтне историје Ланселота и Гиневре. По њеном мишљењу, песма нуди „чудесно приповедање”.
С друге стране, Вонгова је сумњала да ће се детаљна, али сува поглавља Кристофера Толкина, која заузимају дупло више простора од саме песме, допасти многим читаоцима. Она напомиње, на пример, да иако Кристофер Толкиен у анализама детаљише како је његов отац позајмљивао из сваке од различитих средњовековних верзија приче, он „не успева да извуче закључке из ових информација, нити да из њих изнесе шире аргументе о Толкиновој песми”. Слично томе, његова студија о томе како је песма могла бити завршена укључује прилично „танко” праћење елемената приче до прича о Средњој земљи, као што су Еарендилово путовање и пад Нуменора, за коју она претпоставља да је била усмерена на Толкинове обожаваоце. Вонгова наводи да иако себе сматра Толкиновим обожаватељем, њу је „одвратио” недостатак закључака у поглављу. Она сматра да је последње поглавље о еволуцији песме досадно, са дугачким цитатима који илуструју најмање текстуалне разлике између нацрта, али „мало корисних закључака”.

### Академски
Верлин Флигер, у Толкиновим студијама, пише да се Толкинов Артур значајно разликује од Малоријевог, Тенисоновог или оног његовог савременика Т. Х. Вајта; по њеном мишљењу, његов Артур је „истовремено старији и строжи, мање идеализован и дефинитивно мање романтичан”, али веран Толкиновом сопственом добу.
Она коментарише да у песми недостају светле слике Камелота, турнира и витешке љубави. Недостају, такође, магични елементи, чаробњак Мерлин, чаробница Моргана ле Феј, Свети грал, духовна потрага, снови и тријумфални повратак кући. Уместо тога, Толкин бира трагедију; Флигерова коментарише да га је тема „губитка и пропасти” посебно привлачила, као што се види у његовој песми Легенда о Сигурду и Гудрун, или у пажњи коју је посветио трагичној причи о Турину Турамбару.